# Atalopedes flaveola
Atalopedes flaveola is een vlinder uit de familie van de dikkopjes (Hesperiidae). De wetenschappelijke naam van de soort is voor het eerst gepubliceerd in 1891 door Paul Mabille.
De soort komt voor in Colombia, Venezuela en Curaçao.